# Exor
A Exor é uma das mais importantes empresas de investimento europeu, controlados pela família Agnelli. Desde mais de um século a Exor realiza investimentos com um horizonte de longo prazo em sociedades globais, principalmente na Europa e Estados Unidos, levando benefícios a partir de uma base patrimonial permanente. Na dependência da Stellantis, os principais investimentos da Exor incluem a CNH Industrial, a quarta sociedade global em bens de capital (com uma capitalização de US$ 12 bilhões). A Exor é o primeiro grupo econômico na Itália por volume de vendas, e 19º no mundo.

## Holdings
Participações declaradas a partir de Março de 2016:
| Empresa         | % do capital social |
| --------------- | ------------------- |
| PartnerRe       | 100.0%              |
| Juventus F.C.   | 63.8%               |
| Gedi            | 89.6%               |
| Economist Group | 43.4%               |
| Stellantis      | 14.4%               |
| CNH Industrial  | 26.9%               |
| Ferrari         | 22.1%               |
| Shang Xia       | 77.3%               |

## Acionistas
Principais acionistas da Exor S.p.A. a partir de 12 de Outubro de 2015:
| Empresa                             | % do capital social |
| ----------------------------------- | ------------------- |
| Giovanni Agnelli B.V.               | 52.99%              |
| Harris Associates                   | 4.99%               |
| Baillie Gifford                     | 3.14%               |
| Exor N.V.                           | 4.15%               |
| Southeastern Asset Management, Inc. | 2.96%               |
| Norges Bank                         | 2.87%               |
| Outros acionistas                   | 28.90%              |

## História
A empresa foi fundada em 27 de julho de 1927 sob o nome de Istituto Finanziario Industriale pelo senador Giovanni Agnelli com o objetivo de reunir em uma única empresa todas as participações por ele adquiridas, principalmente em setores industriais.
Em 1957 IFI adquiriu o controle da Istituto Italiano Laniero Commerciale, que levaram a cabo actividades no domínio financeiro, em particular no sector dos têxteis e lã. Em 1963, ampliou suas operações para o sistema bancário e mudou seu nome para Istituto Italiano Bancario Laniero. Três anos mais tarde, depois de ter desmembrado o negócio bancário a Banca Subalpina, a empresa tornou-se Istituto Italiano Finanziario Laniero (IFIL), desempenhando um papel paralelo ao do IFI e realização de atividades de gestão de investimentos semelhantes.
A IFI ganhou participações em várias empresas ao longo das décadas, incluindo Unicem e 3M, que foram alienadas ao longo do tempo. A IFI listou acções preferenciais sobre a Borsa Italiana em 1968.
Uma reorganização das participações da família Agnelli, em 2008, levou à incorporação da IFI e IFIL para criar a Exor, o novo nome sendo tomado a partir da empresa francesa (então proprietária majoritária da água Perrier e da propriedade Château Margaux) que adquiriu em 1991.
A empresa familiar Giovanni Agnelli & C. detém 51,39% do capital social, o restante é free float.
A Exor é classificada como a 19ª empresa mais rica do mundo de acordo com a lista Fortune Global 500 2015.

## Fusões, aquisições e ações

### PartnerRe
Em 2015 Exor ofereceu para comprar PartnerRe com uma oferta de US$ 130 por ação: em resposta Axis Re ofereceu $ 120,31 por ação em papel acrescido $ 11,50 em um dividendo de pré-fechamento

### The Economist
Em 12 de agosto de 2015, o editor anunciou que Exor vai comprar três quintos dos Economist Group acções actualmente detidas por Pearson PLC Exor era accionista do Grupo Economist antes desta compra. Esta é considerada a "mudança mais importante The Economist 's estrutura acionária em quase 90 anos." Pearson PLC, que também é dono do Financial Times teve uma participação de 50% que não controla na Economist Group desde 1928. The Economist Group vai comprar de volta as permaneceram dois quintos das ações Pearson.

### Cushman & Wakefield
Em 2 de setembro de 2015 Exor fechou a venda de Cushman & Wakefield para Chicago com base DTZ para $ 1,28 bilhões em rede, gerando um ganho de capital de $ 722.000.000 para a holding da italiana Agnelli family.

## Conselho de Administração
Conselho de Administração em carga a partir de 02 de agosto de 2015:
- John Elkann - presidente e diretor executivo
- Sergio Marchionne - vice-presidente (Falecido em Julho de 2018)
- Alessandro di Villapaciosa Nasi - vice-presidente
- Andrea Agnelli - diretor
- Vittorio di Avogadro Collobiano - diretor
- Giovanni Chiura - diretor independente
- Ginevra Elkann - diretor
- Annemiek Fentener Van Vlissingen - diretor independente
- Mina Gerowin - diretor independente
- Jae Yong Lee - diretor independente
- Antonio Mota De Sousa Horta-Osorio - diretor independente
- Lupo Rattazzi - diretor
- Mike Volpi - diretor independente chumbo
- Robert Speyer - diretor independente
- Ruthi Whertheimer - diretor independente